# Abbaye Sainte-Foy de Cavagnolo
L'abbaye Sainte-Foy (italien : abbazia di Santa Fede ; piémontais : cesa ëd Santa Fé) se dresse près du village de Cavagnolo, au Piémont.
C'est un exemple d'architecture romane, datant du début du XIIe siècle, connu pour sa décoration sculpturale qui orne la façade, l’abside et l'intérieur.
L'église est dédiée à la sainte chrétienne Foy d'Agen, fêtée par l’Église catholique le 6 octobre.
Il n'y a pas de document qui atteste de la fondation de l'église et l’inscription "XI KE NOVEMBRIS OB/ ROLANDUS PR", que l'on peut voir sur la façade ne donne aucune aide. 
On a suggéré un lien avec l’église Abbatiale Sainte-Foy de Conques, en France.

## L'église
L'église témoigne, avec d'autres, de l'importance de l'art roman dans le Monferrato entre Asti et Turin, qu'elle partage avec la pieve San Lorenzo à Montiglio Monferrato, l’église San Secondo à Cortazzone, et des saints Nazzaro et Celso à Montechiaro d'Asti, avec la couleur à deux tons des murs (donnée par la combinaison de la brique rouge des segments avec le grès blond doré), la présence de chapiteaux en pierre sculptés, et l'utilisation d'une grande variété d'éléments décoratifs tels que des arcs, de la bande lombarde etc.

## Vue extérieure

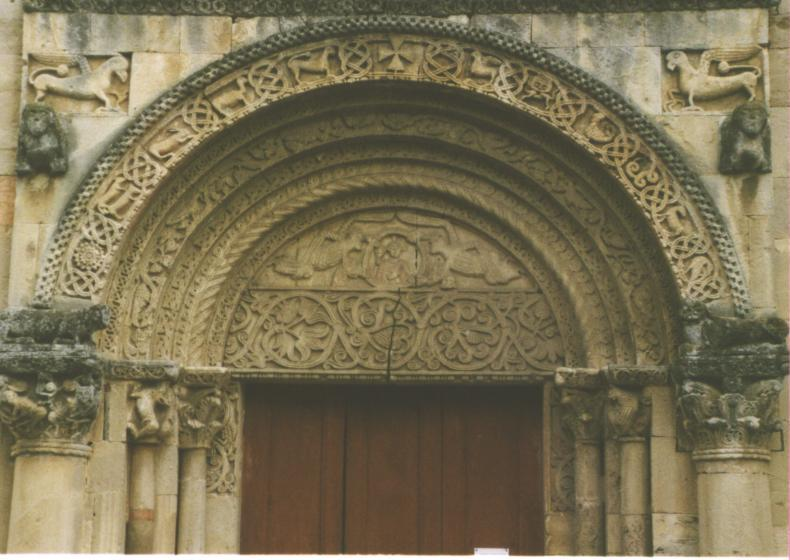
L'abbaye Sainte-Foy, le tympan

L'église a une façade principale sur laquelle il y a des signes visibles d'une surélévation tardive en brique au-dessus des arcades.
Le portail est remarquable par son tympan finement sculpté.

## Intérieur

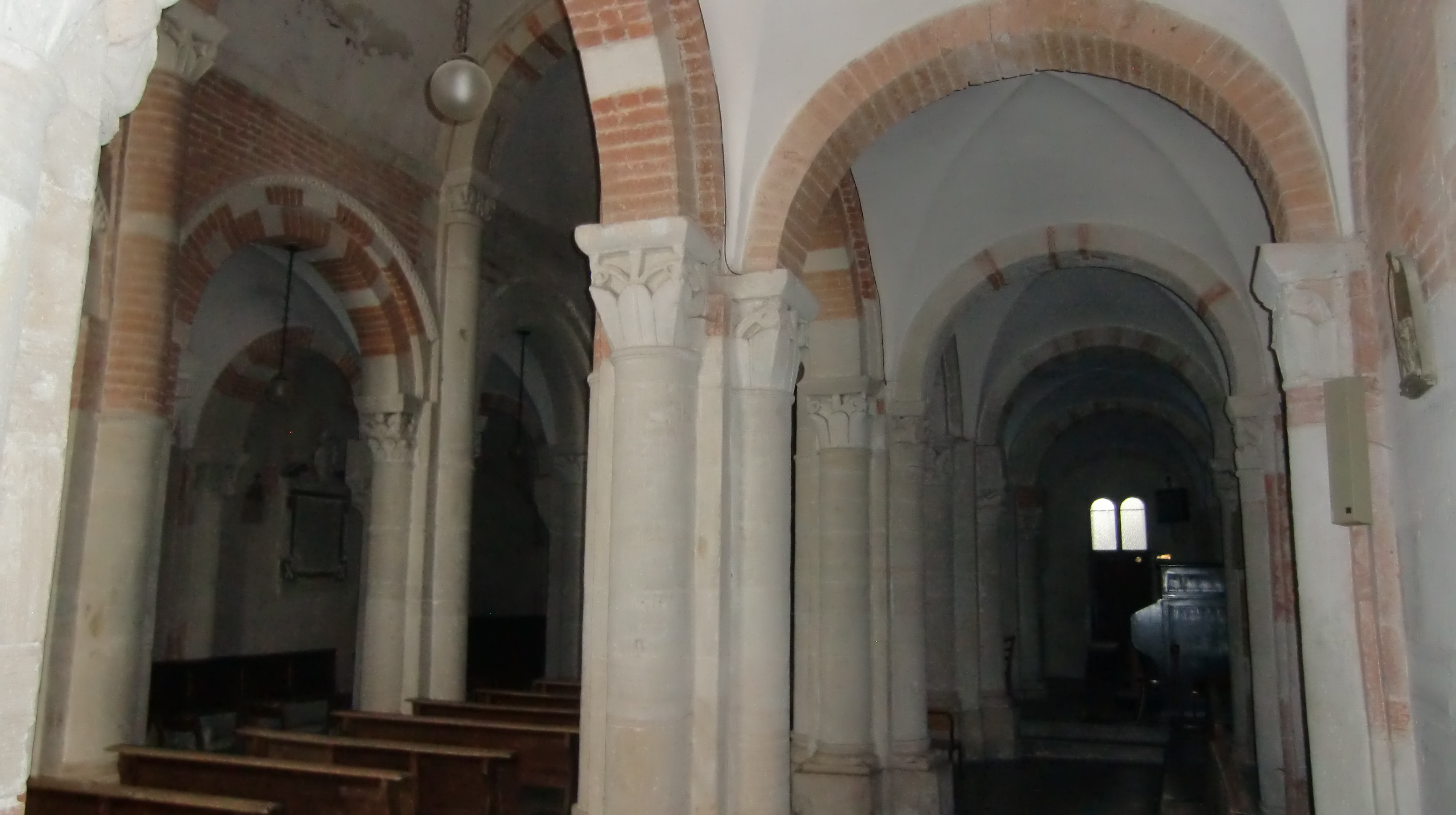
Vue de l'intérieur de l’église.

L'église a un plan basilical à trois vaisseaux, la nef est divisée en six travées, avec des arcs et des voûtes soutenues par des colonnes avec des piliers attachés.
Le plafond est voûté comme l'église paroissiale de San Lorenzo à Montiglio.
Très intéressantes sont les décorations des chapiteaux, élégantes et travaillées dans un style assez recherché, qui ornent les piliers et les colonnes et qui représentent des décorations florales et zoomorphes.